# Ceropegia subaphylla
Ceropegia subaphylla är en oleanderväxtart som beskrevs av Karl Moritz Schumann. Ceropegia subaphylla ingår i släktet Ceropegia och familjen oleanderväxter. Inga underarter finns listade i Catalogue of Life.